# Resolutie 105 Veiligheidsraad Verenigde Naties
Resolutie 105 van de Veiligheidsraad van de Verenigde Naties was de laatste van de twee resoluties die in 1954 door de VN-Veiligheidsraad werden aangenomen. Dat gebeurde zonder stemming.

## Inhoud
De Veiligheidsraad betreurde het overlijden van rechter Sir Benegal Narsing Rau (India) op 30 november 1953. Er werd opgemerkt dat de hierdoor ontstane vacature volgens het Statuut van het Internationaal Gerechtshof moest worden opgevuld voor het vervolg van de ambtstermijn. Verder werd opgemerkt dat de Veiligheidsraad de datum voor de verkiezing hiervoor moest bepalen. Besloten werd dat deze verkiezing zou plaatsvinden tijdens de negende sessie van de Algemene Vergadering. Ook werd besloten dat de verkiezing moest plaatsvinden vóór de verkiezing voor vijf afgelopen ambtstermijnen die tijdens dezelfde sessie plaatsvonden.

## Nasleep
Op 7 oktober werd Muhammad Zafrullah Khan (Pakistan) verkozen om de vrijgekomen functie over te nemen.

## Verwante resoluties
- Resolutie 94 Veiligheidsraad Verenigde Naties
- Resolutie 99 Veiligheidsraad Verenigde Naties
- Resolutie 117 Veiligheidsraad Verenigde Naties
- Resolutie 708 Veiligheidsraad Verenigde Naties

Lijst ·  104 ·  105